# منصور الحربي (لاعب كرة قدم إماراتي)
منصور إبراهيم عبد الله الحربي (مواليد 17 يوليو 1999) لاعب كرة قدم إماراتي يجيد اللعب في الوسط مع نادي الظفرة.

## مسيرة اللاعب
لعب في نادي الوحدة ونادي الظفرة.

## الحياة الشخصية
هو من عائلة رياضية فهو شقيق كل من اللاعبين سهيل الحربي وشهاب الحربي وإسماعيل الحربي وشعيب الحربي.

## روابط خارجية
- منصور الحربي على موقع Soccerway.com (الإنجليزية)